# سباق باريس روبيه 1920
طواف باريس 1920 هو سباق دراجات هوائية أقيم بتاريخ 4 أبريل، تكون السباق من مرحلة واحدة، وامتدّ لمسافة 280 كم، وبسرعة 25.950 كم/س، استغرق السباق 10 ساعات و47 دقيقة و20 ثانية.